# Martine Sandifort
 (janvier 2019).
Si vous disposez d'ouvrages ou d'articles de référence ou si vous connaissez des sites web de qualité traitant du thème abordé ici, merci de compléter l'article en donnant les références utiles à sa vérifiabilité et en les liant à la section « Notes et références ».
Martine Sandifort, née le 17 mai 1970 à Delft,, est une actrice et artiste de cabaret néerlandaise.

## Filmographie

### Cinéma et téléfilms
- 1996 : Roomservice 'n Candid Comedy : Simone
- 1996 : Domburg : L'étudiante
- 1997 : Vijf uur eerder : L’infirmière
- 1998-1999 : Otje (nl): Deux rôles (Suzie de Muis et Betsie de Poes)
- 1999-2001 : Toscane : La Toyah
- 2000 : Baantjer : Natasha
- 2001 : Het Sinterklaasjournaal (nl) : Ilona Waaihout
- 2001 : All stars (nl) : La fille au lit
- 2003 : Kopspijkers (nl) : Quatre rôles (Mabel Wisse Smit, Vanessa Breukhoven, Maria van der Hoeven et Princesse Margarita)
- 2004 : Ellis in Glamourland (nl) : La vendeuse de vêtements
- 2004 : Pluk van de Petteflet (nl) : Dollie
- 2005-2006 : Hondjes (nl) : Trois rôles (Donna, Lola et la passante numéro 2)
- 2006 : Koppensnellers (nl) : Quatre rôles( Natascha Kampusch, Jelleke Veenendaal, Princesse Margarita et Princesse Amalia)
- 2010 : S1NGLE (nl) : Janneke
- 2011 : Dr. Ellen (nl) : Docteur Ellen
- 2012 : Lesboos : Gerda
- 2013 : Jeugdjournaal (nl) : Docteur Corrie
- 2014 : Divorce : Rowena
- 2014 : Het leven volgens Nino (nl) : Mme Werkman
- 2015 : Apenstreken : Directrice weeshuis
- 2015 : De slimste mens ter wereld (nl) Docteur Corrie
- 2015-2016 : De Dokter Corrie Show : Docteur corrie
- 2016 : De Dokter Corrie Show: PassiePost : Docteur Corrie
- 2016 : Welkom in de jaren 60 (nl) :La reine Juliana
- 2016 : TokBek : Martine Sandifort
- 2019 : Het irritante eiland (nl) : La mère de Brummer